# جاكي سيمبسون (لاعب كرة قدم أمريكية)
جاكي سيمبسون (بالإنجليزية: Jackie Simpson)‏ هو لاعب كرة قدم أمريكية أمريكي، ولد في 20 أغسطس 1936 في كورينث في الولايات المتحدة، وتوفي في 2 يونيو 1983.

## وصلات خارجية
- جاكي سيمبسون على موقع مرجع كرة القدم المحترفة.كوم (الإنجليزية)